# Шунашара
Шунашара (устар. Шунушера) — река в России, протекает по территории Холмогорского района Архангельской области. Длина реки составляет 19 км.
Начинается из болота вблизи озёр Большого Щучьего и Малого Щучьего, лежащих на высотах 86,8 и 86,7 метров над уровнем моря соответственно. Течёт в общем юго-западном направлении через берёзово-еловую тайгу. Устье реки находится в 26 км по левому берегу реки Малой Юры на высоте 15 метров над уровнем моря. В верховьях пересекается автомобильной дорогой.
Основные притоки — Западная Шунашара (пр) и Восточная Шунашара (лв).

## Данные водного реестра
По данным государственного водного реестра России относится к Двинско-Печорскому бассейновому округу, речной бассейн — Северная Двина, речной подбассейн — Северная Двина ниже места слияния Вычегды и Малой Северной Двины, водохозяйственный участок — Северная Двина от впадения реки Вага до устья, без реки Пинега.
Код объекта в государственном водном реестре — 03020300412103000039173.